# 全谷史前博物館
全谷史前博物館（韓語：전곡선사박물관）是位於韓國京畿道漣川郡全谷里176-1號（경기도 연천군 전곡읍 전곡리 176-1）的一所以史前遺址為題的博物館，而博物館也是位於全谷里史前遺址之上；博物館於2009年3月23日興建，並於兩年後的4月25日對外開放。

## 歷史
駐守韓國京畿道東豆川市的美軍格雷格·鮑文（Greg Bowen）於1978年在韓國京畿道漣川郡漢灘江江邊的全谷里發現了一個屬於舊石器時代的史前遺址，韓國政府於翌年把這個遺址列為國家古蹟，名為全谷里史前遺址，其編號為268；自此至2009年先後進行了17次考古調查。
韓國文化財產廳於2004年3月3日通過了在全谷里史前遺址的基本計劃方案；翌年6月17日，當局表達了興建一座博物館的意向，並在同月成立全谷史前博物館推進委員會，而在同年9月中開始了為期三個月對興建博物館的可行性研究。2006年4月4日公布了全谷史前博物館設計方案，並在同時間於博物館選址開展了達四個月的挖掘調查工作。全谷史前博物館推委會於2007年5月30日與法國X-TU及首爾建築簽署設計咨詢合同，並於同年8月1日與STS E&C簽署建設管理諮詢合同。
全谷史前博物館推委會於2007年10月1日及2008年3月17日分別向京畿道知事提交博物館的設計草圖計劃及中期基本設計規劃。韓國文化財產廳史科於同年4月2日批准了有關設計方案，而京畿道文化基金會也通過了博物館的相關方案；而法國X-TU及首爾建築在2008年10月15日也提交了最終設計方案；有關方面於2009年1月12日向京畿道知事匯報博物館最終設計方案。最終，全谷史前博物館於2009年3月23日動工興建，並在2011年4月25日正式對外開放。

## 設施
全谷史前博物館分為博物館大樓及博物館館外兩個部分。博物館大樓採用反光面的不銹鋼為牆身配以星型小點，遠看像是蟒蛇蛇紋；而建築物樓高三層：地面一層主要設有收藏室、博物館的辦公室以及一個多用途演講室；一樓設有會議賽、常設展覽室、考古學體驗室、教育室、餐廳及博物館商店；而最高一層的二樓設有學藝室及館長辦公室。博物館館外的設施則有生態池塘、戶外體驗場、餐廳、停車場以及特為傷殘人士而設的停車場。

## 資料來源
1. ↑  . 全谷史前博物館官方網頁.   [2012年4月15日]. （原始内容存档于2013年12月14日） （韩语）.
2. 1 2  . 全谷史前博物館官方網頁.   [2012年4月15日]. （原始内容存档于2013年12月14日） （韩语）.
3. ↑  查理C; Penny. . U Magazine (香港: 香港經濟日報集團有限公司). 2011-04-22, (282): Travel 042. ISSN 2071-5382 （中文（繁體））.
4. ↑  . 全谷史前博物館官方網頁.   [2012年4月15日]. （原始内容存档于2013年12月15日） （韩语）.
5. ↑  . 全谷史前博物館官方網頁.   [2012年4月15日]. （原始内容存档于2013年12月17日） （韩语）.